# Завод за запаметяващи устройства (Пловдив)
„Заводът за запаметяващи устройства“ в Пловдив е бивш български завод специализиран в производството на запаметяващи устройства.

## История
Заводът е създаден със секретно постановление 51 на Министерския съвет от 19 ноември 1968 г., като „Завод за периферна техника“, заедно с още седем завода за производство на изчислителна техника. Целта е изпълнението на договореността между страните от СИВ от 1967 г. за развитие на изчислителна техника, осигуряваща независимост и подобряване на съвместимостта между отделните национални програми. Като предметът на дейност е тясно специализиран още оттогава - производство на запаметяващи устройства на магнитни ленти.
За да се построи предприятието, властта отчуждава 80 декара от опитно поле на Аграрния университет. Производството в завода започва едва през 1971 г. През първата година са направени 142 запаметяващи устройства, но две години по-късно броят им е 2330. През 1970 г. се преименува „Завод за запаметяващи устройства“ (ЗЗУ) и е бил на подчинение на ДСО ИЗОТ - София. Заводът е имал 11 цеха и Електроизчислителен център.
През годините заводът е бил включван в различни обединения. Освен към ИЗОТ, той е бил част от Обединени заводи за запаметяващи устройства. Обединението е било обособено като юридическо лице през 1980 г. През 1988 г. обединението е наречено „Периферна техника“.
В края на 1988 г. производството достигна 35 хил. броя устройства от 36 модификации. За 1989 г. е бил планиран обем от 660 млн. лв., 90 % от които за износ. В цеховете на завода са монтирани 4780 различни машини. Ангажираните работници са 4900, включително 400 специалисти, заети в инженерно-внедрителска дейности. Заводът е осигурявал 500 стипендии на студенти във висшите училища.
В завода са произвеждани лентови уреди, и техните устройства за подготовка на данни и за непосредствен запис на информация върху магнитна лента (ЕС 9004 и модификациите му) и гъвкав магнитен диск (ЕС 9114), като информацията се въвежда направо чрез клавиатурата. През 1986 г. в редовно производство е внедрено устройството ЕС 9070, което автономно управлява печатащо устройство. 
ЗЗУ има значимо участие в производството на специална електроника за нуждите на военно-промишления комплекс на СИВ. Усвоено е производството на комплекс за управление на войските, чийто обем заема 35 % от производствената програма на обединението. Запаметяващо устройство приемаше изображения, които се предават от космоса. Такива изделия тогава са произвеждани само в други две страни в света (САЩ и Франция). През 1988 г. са изработени първите образци и пробна серия на ново изделие СМ – 5315, външно запомнящо устройство на магнитна лента тип „Картридж“.
През 1990-те години с разпадането на СИВ производството на завода запада. През 1999 г. заводът е приватизиран, като Работническо-мениджърско дружество не развива старата дейност на предприятието, а отдава помещенията му под наем. През 2014 г. активите на завода - недвижима собственост - десетина сгради върху 80 дка са продадени.